# Мамаша Картмана по-прежнему грязная шлюха
«Мамаша Картмана по-прежнему грязная шлюха» (англ. Cartman’s Mom Is Still a Dirty Slut) — эпизод 202 (№ 15) сериала «Южный Парк»; он является второй частью двухсерийной истории, включающей также эпизод «Мамаша Картмана — грязная шлюха» (это первая дилогия в сериале). Первоначально предполагалось, что этот эпизод станет премьерой второго сезона, однако, так как день премьеры выпал на 1 апреля, создатели сериала решили выпустить в качестве премьеры не всеми ожидаемое продолжение, а эпизод-розыгрыш — историю про Терренса и Филлипа «Не без моего ануса». Эпизод-продолжение вышел на экраны только через 3 недели, его премьера состоялась 22 апреля 1998 года.

## Сюжет
Кенни снова оживает, хотя в первой части истории он погиб. В тот момент, когда Мефесто собирался провозгласить имя отца Эрика Картмана, внезапно выключается свет, и комната погружается в темноту. Раздаются 2 выстрела. Когда свет снова включился, все обнаруживают Мефесто лежащим на полу с ранениями. Голос за кадром задаёт вопрос: «Кто убил Мефесто?», предлагая варианты — мистер Мэки, мисс Крабтри, Шейла Брофловски (подобное перечисление вариантов в любых ситуациях становится повторяющейся шуткой в серии).
Шеф проверяет пульс, обнаруживает, что Мефесто жив, и везёт его на своей машине в госпиталь. Дети сопровождают его. «Кто же будет следующим?» — спрашивает один из присутствующих в комнате, и голос задаёт вопрос: «Кто же будет убит следующим?» (варианты — Джимбо, офицер Барбреди, Denver Broncos).
Войдя в госпиталь, они встречают доктора Доктора и безрукую медсестру Гудли; они вдвоём — единственные медики, оставшиеся в госпитале. Тем временем в город приезжает съёмочная группа телешоу Их разыскивает Америка (англ. America's Most Wanted) во главе с режиссёром Сидом Гринфилдом с целью снять выпуск телепередачи о загадке стрельбы в Мефесто. Начинаются пробы на роли в реконструкции событий. Голос задаёт вопрос: «на чью роль Сид Гринфилд проведёт пробы первым?» (варианты — мистер Гаррисон, Барбреди, Шеф). Постепенно появляются исполнители ролей Мефесто, Шефа, офицера Барбреди, мистера Гаррисона и Кевина. Мистер Гаррисон участвует в пробах на роль самого себя, но режиссёр отвергает его кандидатуру, а на роль Кевина выбран вышедший в тираж Эрик Робертс.
Мефесто наконец-то подключён к аппаратуре жизнеобеспечения, но помощи доктора ожидает ещё множество пациентов. Сильная снежная буря за окном лишает других докторов возможности приехать в больницу, поэтому Доктор с медсестрой Гудли вынуждены помогать всем.
Во время показа по телевидению в прямом эфире реконструкции событий на электропровода падает дерево, и питание отключается. Поэтому Их разыскивает Америка спешно начинает трансляцию на «Кто подставил Кролика Роджера?» (Голос за кадром задаёт этот вопрос и выдвигает варианты — Джимбо, мистер Гаррисон, Шеф). Таким образом, съёмочная группа и присутствовавшие на съёмках горожане остаются изолированными от мира в маленьком домике, засыпанном снегом в разгар бури. Уже через несколько минут Джимбо поднимает вопрос о каннибализме: ведь все присутствующие не ели уже несколько часов, а чтобы выжить — нужно питаться. Гринфилд возмущённо спрашивает: «Да кто, блин, вообще назначил тебя боссом?» (Голос повторяет: «Кто, блин, вообще назначил Джимбо боссом? Был ли это Барбреди, Шеф или мистер Гаррисон?»)
Тем временем в госпитале состояние Мефесто стабилизировалось, и Доктор утверждает, что с ним всё будет в порядке, если, конечно не отключится электричество. После этих слов электричество отключается. Включается аварийный генератор. Затем Стэн, Кенни, Кайл и Эрик помогают Доктору проводить операцию по удалению аппендикса, но сразу после надреза Стэна рвёт прямо в этот надрез. Сразу после этого снова начинаются проблемы с подачей электричества. Эрик спрашивает: «Кто там дрочится с электричеством?», и голос за кадром переспрашивает: «Кто же там дрочится с электричеством? Это Барбреди, Джимбо или Denver Broncos?» (Картман: «Это начинает конкретно меня задалбывать».) Доктор разрабатывает план восстановления электропитания от резервного генератора во дворе. Для этого все должны разбиться на две команды
Команда А: Картман, Стэн, Кайл, Шеф, Доктор, медсестра Гудли
Команда Б: Кенни
В соответствии с разработанным планом команда А должна отправиться в гостиную пить горячее какао и смотреть семейные телепрограммы, в то время как задача команды Б — выйти на улицу через канализацию и запустить резервный электрогенератор, опасаясь могущих велоцирапторов и руководствуясь советами Доктора по рации.
Тем временем изолированные горожане и телевизионщики решают, что им всё же надо поесть, и намереваются съесть Эрика Робертса, поскольку «всем насрать на Эрика Робертса». Спустя примерно час жители Саут-Парка под предводительством Джимбо съедают и остальных членов съёмочной группы. Джимбо сравнивает то, на что оказались способны они под воздействием стресса, с тайной пирамид — ведь никто не знает, кто их построил. (Закадровый голос задаёт очередной вопрос: «Кто построил пирамиды?», варианты — вавилоняне, Барбреди, самаритяне).
Когда Кенни добирается до генератора, Доктор вспоминает, что также существует безопасный отапливаемый путь. Кенни пытается запустить генератор, но обнаруживает, что поблизости нет ничего, чем можно было бы замкнуть провода. Он принимает решение замкнуть провода своим телом.
Во время всех этих событий, миссис Картман, считая себя недостаточно ответственной для материнства, отправляется в клинику и просит сделать ей аборт, не понимая, что аборт делать уже слишком поздно. Узнав, что её ребёнок на сороковом триместре, а закон запрещает аборты после второго триместра, миссис Картман решает изменить закон. Для этого она спит сперва с конгрессменом, затем с губернатором, и, наконец, даже с президентом Биллом Клинтоном. Когда же, наконец, аборты на сороковом триместре легализованы, миссис Картман понимает, что перепутала понятия аборт (англ. abortion) и усыновление (англ. adoption). Обнаружив свою ошибку, она решает рассказать своему сыну всю правду.
Благодаря Кенни электропитание в больнице восстановлено, и Мефесто приходит в себя. Услышав, что его подстрелили, Мефесто рассказывает, что брат пытается застрелить его каждый месяц, и что это наверняка был именно он. В это время каннибалы выбираются из-под снега, и решают жить с этими воспоминаниями день за днём. Мистер Гаррисон захватил с собой останки Эрика Робертса в пакете, если кто «захочет ещё робертсятинки».
Мефесто собирает всех в своей палате и, наконец, называет имя отца Эрика Картмана. Это миссис Картман. Мефесто объясняет, что миссис Картман — гермафродит. Она оплодотворила другую женщину, которая родила Эрика. Лиэн подтверждает это. Эрик спрашивает — если Лиэн на самом деле его отец, то кто же тогда его мать? Голос за кадром начинает перечислять варианты: мисс Крабтри, Шейла Брофловски, мэр, и Картман, утомлённый бесконечными вопросами, орёт: «Забейте!».

## Смерть Кенни
- В начале эпизода Кенни воскресает после смерти в предыдущем эпизоде дилогии, просто материализуясь из воздуха.
- Кенни должен возобновить электроснабжение госпиталя «Путёвка в Ад», чтобы спасти жизнь Мефесто. Поэтому, не имея другого способа восстановить контакт, он мужественно берёт оба провода в руки, в результате чего электропитание восстанавливается, а Кенни погибает. Хотя в эпизоде не показывается, что он умер именно от электрошока, на следующий день его замёрзшее тело находят в снегу. Стэн, Кайл и Картман, после нескольких фраз уважения в адрес Кенни, решают стукнуть его, чтобы проверить: разобьётся тело на осколки или нет. Крысы, которые обычно утаскивают и съедают тело Кенни, показаны замёрзшими около него. Это — первый эпизод, в котором Кенни гибнет, совершая по своей воле акт альтруизма.
- Коронная фраза о смерти Кенни пародируется в начале эпизода; после выстрела в Мефесто сам Кенни произносит «О боже мой! Они убили Мефесто!», а Кайл добавляет: «Сволочи!»

## Реакция
Эпизод получил необычайно высокие рейтинги; достичь такого же успеха шоу удалось только в 11 сезоне, с выходом трилогии «Воображеньелэнд» и серии «Guitar Queer-o».

## Персонажи
В этом эпизоде впервые появляется доктор Гауч (а также его больница «Путёвка в ад»).

## Пародии
- В этом эпизоде играет песня «Come Sail Away» группы Styx в исполнении Картмана. «Спокойное», не ускоренное исполнение этой песни Эриком вошло на диск Chef Aid: The South Park Album.
- Каннибализм жителей города и песня, играющая в конце эпизода, во время их освобождения из снежного плена — «Ave Maria» в исполнении Aaron Neville — прямые ссылки на фильм Alive: The Miracle of the Andes.
- Запуск генератора и появление велоцирапторов — отсылка к фильму «Парк Юрского периода».
- Режиссёр телешоу «Разыскиваются в Америке» проводит кастинг на роли участников событий, разворачивавшихся вокруг доктора Мефесто. Среди желающих получить роль мистера Гаррисона был и сам мистер Гаррисон. Но режиссёр выбрал другого претендента. Возможно, это отсылка к случаю, произошедшему с Чарли Чаплином — однажды он инкогнито принимал участие в конкурсе двойников Бродяги в театре Сан-Франциско (то есть самого себя) и не смог пройти даже в финал.

## Факты
- Сцена, в которой заточённые тянут соломинки с целью выбрать первую жертву, повторяет вырезанную сцену из фильма Паркера и Стоуна «Каннибал! Мюзикл», которую можно скачать на официальном сайте фильма[1].